# Guatambu
Guatambu là một đô thị thuộc bang Santa Catarina, Brasil. Đô thị này có diện tích 206,3 km², dân số năm 2007 là 4505 người, mật độ 20,3 người/km².